# Хоцив (Томашовський повіт)
Хоцив (пол. Chociw) — село в Польщі, у гміні Черневиці Томашовського повіту Лодзинського воєводства.
Населення — 611 осіб (2011).
У 1975-1998 роках село належало до Пйотрковського воєводства.

## Демографія
Демографічна структура станом на 31 березня 2011 року:
|          | Загалом | Допрацездатний вік | Працездатний вік | Постпрацездатний вік |
| -------- | ------- | ------------------ | ---------------- | -------------------- |
| Чоловіки | 312     | 63                 | 211              | 38                   |
| Жінки    | 299     | 54                 | 178              | 67                   |
| Разом    | 611     | 117                | 389              | 105                  |